# Noumea varians
Noumea varians is een zeenaaktslak die behoort tot de familie van de Chromodorididae. Deze slak komt voor in het westen van de Grote Oceaan.
De slak is oranje tot roze gekleurd, met een brede witte mantelrand. Op de rug komt een onderbroken of doorlopende witte dunnen lijn voor. De kieuwen en de rinoforen zijn in dezelfde kleur als die van het lichaam gekleurd. Ze wordt, als ze volwassen is, zo'n 9 tot 12 mm lang. Ze voeden zich met sponzen.